# Yezda Urfa
Gli Yezda Urfa sono stati una band progressive rock statunitense fondata nel 1973 a Chicago.

## Storia
La band viene fondata nel 1973 e prende il nome da una crasi di tre parole: Yazd, Iran, Urfa, pescate a caso da un dizionario. Yazd si trasformò poi in Yezda, al fine di semplificarne la pronuncia. Dopo un periodo di pausa durato qualche anno, nei primi anni novanta tornano in piena attività, per poi sciogliersi definitivamente nel 1998.

## Stile musicale
Band simile agli Yes e ai Gentle Giant, sono conosciuti soprattutto per il loro rock energico. Il frequente cambio di tempo e sound è stata una delle principali caratteristiche di questa band.

## Formazione

### Ultima
- Rick Rodenbaugh — voce
- Ronnie Platt — voce, tastiera
- Mark Tippins — chitarra
- Marc Miller — basso
- Brad Christoff — batteria

## Discografia
- Boris, 1975
- Sacred Baboon, 1976
- Live Near Fest, 2004